# Séléniure de cadmium
Le séléniure de cadmium (CdSe) est un composé du sélénium et du cadmium.

## Toxicité
Le cadmium est un métal lourd toxique et des précautions appropriées doivent être prises lors de sa manipulation et celle de ses composés. Les séléniures sont toxiques en grande quantité. Le séléniure de cadmium est une substance cancérogène connue pour les humains et l'attention médicale doit être recherchée en cas d'ingestion ou si le contact avec la peau ou les yeux se produit.

## Applications
Le CdSe est transparent aux radiations infrarouges et est parfois utilisé dans la photorésistance et dans les fenêtres pour les instruments utilisant la lumière infrarouge. Le matériau est également hautement luminescent.
Ce semi-conducteur est un redresseur de courant. Il sert dans les cellules photoélectriques, mais aussi sur les écrans TV, les écrans fluorescents et les posemètres.